# Vieiras (ort)
Vieiras är en ort i Brasilien.   Den ligger i kommunen Vieiras och delstaten Minas Gerais, i den sydöstra delen av landet, 800 km sydost om huvudstaden Brasília. Vieiras ligger 735 meter över havet och antalet invånare är 3 732.
Terrängen runt Vieiras är kuperad, och sluttar västerut. Runt Vieiras är det ganska glesbefolkat, med 39 invånare per kvadratkilometer.. Närmaste större samhälle är São Francisco do Glória, 8,8 km norr om Vieiras.
Omgivningarna runt Vieiras är huvudsakligen savann.